# Fortificações de Melgaço
As fortificações de Melgaço localizavam-se à margem esquerda do rio Cuiabá, na atual cidade de Barão de Melgaço, estado de Mato Grosso, no Brasil.

## História
No contexto da Guerra da Tríplice Aliança (1864-1870), ante a invasão paraguaia, a fortificação deste local pelo almirante Augusto Leverger, animou a população à resistência, obstando a marcha do inimigo rio acima. Por esse feito, o governo imperial galardoou esse militar com o título de barão de Melgaço (SOUZA, 1885:137).
Abandonadas posteriormente, delas não restavam mais vestígios (GARRIDO, 1940:168).